# عسکری (بوشهر)
عسکری، روستایی است از توابع بخش مرکزی در شهرستان بوشهر استان بوشهر ایران.

## جمعیت
این روستا در دهستان انگالی قرار دارد و بر اساس سرشماری سال ۱۳۸۵ جمعیت آن ۵۶ نفر (۱۱ خانوار) بود.